# Rolla (Missouri)
Rolla è una città e capoluogo della contea di Phelps, Missouri, Stati Uniti. La popolazione al censimento del 2010 era di 19.559 abitanti. Rolla si trova a circa metà strada tra St. Louis e Springfield lungo la I-44. L'area statistica micropolitana di Rolla è formata dalla contea di Phelps.
È la sede della Missouri University of Science and Technology, ben nota, sia a livello nazionale che internazionale, per i suoi numerosi dipartimenti di ingegneria e il dipartimento di informatica.
Il quartier generale della foresta nazionale di Mark Twain è situato a Rolla. Inoltre, fa parte dell'Ozark Highlands American Viticultural Area, con vigneti fondati per primi da immigrati italiani nell'area.

## Geografia fisica
Secondo lo United States Census Bureau, ha un'area totale di 11,85 mi² (30,69 km²).

## Storia
I primi coloni euroamericani nella contea di Phelps arrivarono all'inizio del XIX secolo, lavorando come agricoltori e lavoratori del ferro lungo i fiumi locali, come il Meramec, il Gasconade e il Little Piney. Nel 1844, John Webber costruì la prima casa in quella che divenne la città di Rolla. Nove anni dopo, l'imprenditore ferroviario Edmund Ward Bishop, considerato il fondatore di Rolla, si stabilì nell'area. Lo stato fondò ufficialmente Rolla come città nel 1858.
Due storie spiegano l'origine del nome di Rolla. Una storia, ampiamente considerata come una leggenda popolare, e riconosciuta come tale dalla Phelps County Historical Society, nasce dalla competizione tra Rolla e la vicina Dillon, che si contendevano il titolo di capoluogo della contea. Quando nel 1861 Rolla divenne il capoluogo, i residenti di Dillon, avendo perso un turno, poterono scegliere il nome della nuova città e per questo decisero di chiamarla Rolla, in onore di un cane da caccia buono a nulla.
La storia più ampiamente accettata proviene da un incontro tra cittadini sulla scelta del nome della città. Si diceva che Webber preferisse il nome Hardscrabble (che era usato per descrivere i terreni della regione) e Bishop insistette per il nome Phelps Center. I nuovi coloni della Carolina del Nord votarono per intitolare la comunità a Raleigh, la loro città natale, ma scelsero di scriverla nella versione fonetica del Missouri.
Con numerosi coloni del Sud, molti abitanti di Rolla si appoggiavano alla Confederazione durante la guerra civile americana e la città fu presa dalle forze dell'Unione nel giugno 1861. Durante la loro occupazione costruirono due forti minori, Fort Wyman e Fort Dette. Rolla era anche la sede del Camp Glover e del Camp Davies. Dal 1863 al 1865, Rolla fu la sede del reggimento della 5th Missouri State Militia.
Per la maggior parte della sua storia, Rolla servì come centro di trasporto e commerciale. Era il capolinea originale della St. Louis-San Francisco Railway, colloquialmente nota come "Frisco Line". Oggi, la BNSF Railway attraversa direttamente la città.
Rolla era anche una fermata regolare lungo la U.S. Route 66, poiché si trova quasi esattamente a metà strada tra le grandi città di St. Louis e Springfield. Oggi, la Interstate 44, la U.S. Route 63 e la Route 72 attraversano Rolla.

## Società

### Evoluzione demografica
Secondo il censimento del 2010, la popolazione era di 19.559 abitanti.

### Etnie e minoranze straniere
Secondo il censimento del 2010, la composizione etnica della città era formata dall'86,7% di bianchi, il 4,1% di afroamericani, lo 0,4% di nativi americani, il 5,7% di asiatici, lo 0,1% di oceaniani, lo 0,4% di altre razze, e il 2,6% di due o più etnie. Ispanici o latinos di qualunque razza erano il 2,6% della popolazione.

## Amministrazione

### Gemellaggi
- Sondershausen[6]